# راجر اس. بالدوین
راجر اس. بالدوین (به انگلیسی: Roger S. Baldwin) سناتور سابق عضو حزب ویگ بود. وی در سال ۱۸۴۷ تا ۱۸۵۱ میلادی سناتور ایالت کنتیکت در سنای ایالات متحده آمریکا بود.